# Västerås och Köpings valkrets
Västerås och Köpings valkrets var vid riksdagsvalen till andra kammaren 1878-1893 en egen valkrets med ett mandat. Inför riksdagsvalet 1896 blev residensstaden egen valkrets, Västerås stads valkrets, medan Köping överfördes till Köpings, Nora, Lindesbergs och Enköpings valkrets.

## Riksdagsmän
- Carl Wilhelm Linder (1879–1881)
- Oscar Schenström, c 1882 (1882–första riksmötet 1887)
- Wilhelm Abenius (andra riksmötet 1887)
- Fredrik Hederstierna, AK:s c (1888–1891)
- Carl Johan Hammarström, folkp 1895–1896 (1892–1896)